# (10516) Sakurajima
(10516) Sakurajima est un astéroïde de la ceinture principale.

## Description
(10516) Sakurajima est un astéroïde de la ceinture principale. Il fut découvert le 1er novembre 1989 à Kagoshima par Masaru Mukai et Masanori Takeishi. Il présente une orbite caractérisée par un demi-grand axe de 2,42 UA, une excentricité de 0,22 et une inclinaison de 2,7° par rapport à l'écliptique.

## Compléments